# شهرستان کوبرات
شهرستان کوبرات (به بلغاری: Kubrat Municipality) یک شهرستان در بلغارستان است که در استان رازگراد واقع شده‌است. شهرستان کوبرات ۴۳۹٫۹۳ کیلومتر مربع مساحت و ۲۰٬۱۹۸ نفر جمعیت دارد.